# Ruina zamku w Radziechowie
Ruina zamku w Radziechowie (niem. Schloss Märzdorf) – pozostałości zamku we wsi Radziechów (województwo dolnośląskie), w powiecie złotoryjskim, w gminie Zagrodno. 
Zamek wzniesiono z kamienia prawdopodobnie w XVI wieku. Pierwotnie był otoczony fosą. Zachowało się kilka pomieszczeń piwnicznych nakrytych sklepieniami kolebkowymi i fragmenty murów. Obecnie w ruinie. Całość zarośnięta jest krzakami i trawą.
31 marca 1931 r. na aukcji w Berlinie wystawiono wyposażenie zamku.